# 이문안로
이문안로()는 경기도 구리시 교문동 정각사입구교차로에서 구리시 토평동 수평사거리 를 잇는 도로이다.

## 주요 경유지
경기도
- 구리시 (교문동 . 수택동 . 토평동)

## 노선
| 이름               | 접속 노선                | 소재지 | 소재지 | 비고 |
| ------------------ | ------------------------ | ------ | ------ | ---- |
| 정각사입구 교차로  | 국도 제43호선 (아차산로) | 구리시 | 교문동 |      |
| 한성아파트앞사거리 | 체육관로                 | 구리시 | 교문동 |      |
| 면학길삼거리       |                          | 구리시 | 수택동 |      |
| 수평사거리         | 벌말로                   | 구리시 | 토평동 |      |

## 주요 시설및 건물
- 세븐일레븐 구리한성점 (이문안로 53/교문동 766-1)
- KB국민은행 교문지점 (이문안로 68/수택동 847-2)
- 올리브영 구리수택점 (이문안로 70/수택동 847-4)
- 새마을금고 수평지점 (이문안로 76/수택동 850-1)
- 본죽 구리수택3점동 (이문안로 81/수택동 448-6)
- 농협 구리농협하나로마트 수평점 (이문안로 86/수택동 851)